# 人間失格 (人間椅子のアルバム)
『人間失格』（にんげんしっかく）は人間椅子のメジャーデビュー1枚目のアルバム。
初回版にはステッカーが付属。1998年に廉価盤で、2016年にはHQCDでそれぞれ再発された。またカセットテープとしても発売された。

## 解説
アルバムタイトルは太宰治の同名小説『人間失格』から。
鈴木が「アナログ時代のLPを意識した」と語るように、1990年代に出た音源とは思えない音質ながら、1stアルバムにして音楽的には完成しており、初期ブラック・サバスや初期キング・クリムゾンの影響を受け、江戸川乱歩の小説の如く猟奇的な詞が織りなすドゥームメタルと仕上がっている。バッジーの曲“Breadfan”の歌詞を変更したカヴァーである「針の山」など、今でもライブで演奏される曲も多い一作。
ブックレットのスペシャル・サンクスには、彼らの遊び心として平井太郎と津島修治がクレジットされている。
ちなみに「天国に結ぶ恋」の歌詞が一部が自主規制により変更、逆再生させられている。その部分はビデオ『遺言状放送』にて聞けるが以下の通り。
Charが「笑っていいとも」のワンコーナー「テレフォンショッキング」に出演した際、当時発売されたばかりの本作を、「最近、気に入っているバンドのアルバムなんですよ」と言って、タモリにプレゼントしたことがあった。
アナログを意識したという音質はいわば「こもり気味」の音であったが、ベスト盤に収録される際は他の楽曲に合わせて改善されていた。2016年のHQCD化の際のリマスターにより、リリースから26年を経てついにアルバム全体の音質が改善された。また同年にこのリマスター音源から「針の山」と「りんごの泪」がシングル・カットされ、人間椅子初のアナログ・レコードとして初回限定リリースされた。

## 収録曲
| 全編曲: 人間椅子。 |                          |          |                                         |      |
| #                  | タイトル                 | 作詞     | 作曲                                    | 時間 |
| 1.                 | 「鉄格子黙示録」         | 和嶋慎治 | 和嶋慎治                                | 2:30 |
| 2.                 | 「針の山」               | 和嶋慎治 | Tony Bourge, Burke Shelly, Ray Phillips | 3:28 |
| 3.                 | 「あやかしの鼓」         | 和嶋慎治 | 和嶋慎治、鈴木研一                      | 5:18 |
| 4.                 | 「りんごの泪」           | 和嶋慎治 | 和嶋慎治、鈴木研一                      | 4:03 |
| 5.                 | 「賽の河原」             | 和嶋慎治 | 和嶋慎治、鈴木研一                      | 5:20 |
| 6.                 | 「天国に結ぶ恋」         | 和嶋慎治 | 和嶋慎治                                | 4:18 |
| 7.                 | 「悪魔の手毬歌」         | 和嶋慎治 | 鈴木研一                                | 4:09 |
| 8.                 | 「人間失格」             | 和嶋慎治 | 和嶋慎治、鈴木研一                      | 7:00 |
| 9.                 | 「ヘヴィ・メタルの逆襲」 | 鈴木研一 | 鈴木研一                                | 3:00 |
| 10.                | 「アルンハイムの泉」     | 和嶋慎治 | 和嶋慎治                                | 3:15 |
| 11.                | 「桜の森の満開の下」     | 鈴木研一 | 和嶋慎治、鈴木研一                      | 6:26 |

## 演奏者
- 和嶋慎治 - ギター、ボーカル
- 鈴木研一 - ベース、ボーカル
- [[上館徳芳]] - ドラムス